# Фрідріх Рабіц
Фрідріх Рабіц (нім. Friedrich Rabitz; 20 січня 1879, Штеттін, Німецька імперія — ???) — німецький офіцер, майор резерву вермахту. Кавалер Лицарського хреста Хреста Воєнних заслуг з мечами.

## Нагороди[1]
- Хрест Воєнних заслуг 2-го і 1-го класу з мечами
- Лицарський хрест Хреста Воєнних заслуг з мечами (14 грудня 1943) — як майор резерву і 560-го мостобудівельного батальйону.